# Військовий канцелярист
Військовий канцелярист — службовець Генеральної військової канцелярії (ГВК) у 2-й половині 17–18 ст. Штат ГВК складали підписарі, протоколісти, реєстратори, копіїсти, товмачі, повитчики. На посади канцеляристів та старших канцеляристів ГВК брали освічених юнаків, здебільшого після закінчення вищих класів Києво-Могилянської академії, які добре знали кілька мов, логіку, математику та ін. предмети. У ГВК вони не лише вели діловодство, а й набували практичних знань з юриспруденції, брали участь у вирішенні господарських, військових, адміністративних, дипломатичних справ. Після кількох років служби їм надавався чин в.к.
Сфера діяльності в.к. ГВК торкалася також ін. установ та канцелярій. На них покладався контроль за виконанням загально-державних справ полковими канцеляріями та лічильними комісіями; їх відряджали до канцелярій Скарбової, Гетьманської домової економічної, похідних військових, Генерального військового суду, в комісії, а також до полкових та сотенних канцелярій (здебільшого для розгляду скарг про розмежування земель). Вони ж їздили до Російської держави для "перевода и свода книгъ правныхъ" тощо.
До в.к. потрапляли сини бунчукових товаришів, військових товаришів і значкових товаришів, сотників, обозних, хорунжих, осавулів, міських урядовців, козаків, міщан, духовенства та ін. За часів гетьманства Д.Апостола практикувалася гетьманська протекція в.к., завдяки чому вони отримували низку пільг – звільнення власних дворів від сплати податків, постоїв російських військ, виконання допоміжних робіт для армії тощо. Такі в.к. не підлягали владі полковника, полкової старшини, сотника та ін. місцевих урядовців.
В.к. проживали в спец. будинку при ГВК – курені. Вони могли відлучатися зі служби до своїх господарств на невизначений строк.
Від 1740 запроваджено атестацію в.к. Кожен претендент на цей чин із службовців ГВК писав "сказку" (автобіографію), генеральний писар складав на нього "атестат" (рекомендаційного листа). На підставі цих документів надавався чин в.к. Кожен, хто ставав в.к., складав присягу на вірність імператорові. Службовці, які лише "обрътались въ услуженіи" ГВК, писали "доношеніе" (прохання) про прийняття їх у в.к., а потім проходили атестацію. Були випадки, коли чин в.к. надавали службовцям полкових чи сотенних канцелярій.
Після кількох років служби в ГВК в.к. могли отримати старшинські чини або посади. Вихідцям з старшинської еліти надавався чин бунчукового товариша, іноді полковника, решті – військового товариша або посаду сотника чи ін. місцевого урядовця. З ліквідацією гетьманату інституту та ГВК (1764) більшість в.к. перейшли на цивільну службу.